# Аттамбел I

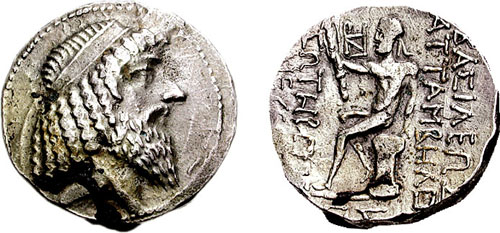
Монета с портретом Аттамбела I

Аттамбел I — царь Харакены, вассального государства парфян, правивший приблизительно с 47/46 года до н. э. по 25/24 год до н. э. Его предшественником был Артабаз, а преемником — Феонесий I.
Информация об Аттамбеле I исчерпывается только отчеканенными в его правление монетами, которые имеют датировки с 266 по 287 год селевкидской эры, что соответствует периоду с около 47/46 по 25/24 год до н. э. На их реверсе имеются изображения как Геракла, так и богини Ники.